# Lassy (Calvados)
Lassy é uma ex-comuna francesa na região administrativa da Normandia, no departamento de Calvados. Estendeu-se por uma área de 12,57 km². Em 2010 a comuna tinha 951 habitantes (densidade: 75,7 hab./km²).
Em 1 de janeiro de 2017 foi fundida com as comunas de Saint-Jean-le-Blanc e Saint-Vigor-des-Mézerets para a criação da nova comuna de Terres de Druance..